# Bøving Island
Bøving Island ist eine kleine Insel im Archipel der Windmill-Inseln vor der Küste des ostantarktischen Wilkeslands. Sie liegt 160 m östlich der Insel McMullin Island im südlichen Teil der Newcomb Bay.
Die Insel wurde anhand von Luftaufnahmen der US-amerikanischen Operation Highjump (1946–1947) kartiert. Das Antarctic Names Committee of Australia (ANCA) benannte sie 1965 nach Frants J. Bøving, Dritter Offizier auf dem Forschungsschiff Thala Dan in jenem Jahr, der an der hydrographischen Vermessung der Umgebung um die Insel beteiligt war.